# Уралец (посёлок)
Ура́лец — посёлок в Свердловской области России. Входит в городской округ город Нижний Тагил. Административно посёлку подчиняется деревня Захаровка.

## География
Посёлок Уралец расположен в 33 километрах (по автотрассе в 38 километрах) к юго-западу от города Нижнего Тагила, на реке Мартьян (правом притоке Шайтанки, бассейн реки Чусовой). В посёлке расположена конечная станция Дуниты Висимо-Уткинской узкоколейной железной дороги Нижний Тагил — Дуниты (п. Уралец), разобранной в 2008 году. В окрестностях посёлка расположена гора Белая (высотой в 715,4 метра) с горнолыжным центром, построенным в 2006 году. Также в 3 километрах от посёлка установлен географический знак «Европа-Азия».
Ближайшие населённые пункты: посёлки Черноисточинск, Висим и деревня Захаровка.
Через Уралец проходит шоссе местного значения Нижний Тагил — Висим.

## История
В конце XVII века на месте посёлка находился раскольнический скит. Около 1825 года в 38 километрах от Нижне-Тагильского завода, у северо-западного подножия горы Белой, в долине реки Мартьян, были обнаружены россыпи платины, образовавшиеся вследствие разрушения горы Соловьёва, в горных массивах которой и сейчас находятся гнёзда рудной платины. Платиновые месторождения начали разрабатываться жителями близлежащих деревень. В местах наиболее интенсивных работ образовывались посёлки и сёла.

### Авроринский прииск
В 1836 году у речки Мартьян был образован прииск «Авроринский» в честь заводовладелицы Авроры Карловны Шернваль-Демидовой. За 1893 год было добыто платины более 77 пудов 16 фунтов 31 золотников. На прииске был найден один из крупнейших в мире платиновый самородок в 23 фунта и 48 золотник. В посёлке находилась контора управляющего тагильскими промыслами.

### Красный Урал
В 1920-е года посёлок был переименован в посёлок Красный Урал.
В 1931 году близ прииска «Красный Урал» был организован труд.посёлок «Белогорский», население которого составили спецпереселенцы из числа раскулаченных крестьян, высланных с территории современного Пермского края. В годы «Большого террора» 1937—1938 гг. население спецпосёлка вновь было подвергнуто суровым репрессиям. По данным уральского историка А. В. Ермоленко, по обвинению в участии в антисоветском заговоре жителей Нижнего Тагила и окрестностей только по одному из уголовных дел в 1938 году было расстреляно 197 человек, значительную часть из них составляли жители трудпосёлка «Белогорский»
В 1933 году посёлок получил статус посёлка городского типа.
В 1953 году после отработки россыпных месторождений платины прииск был закрыт, а в 1954 году на базе приисковых мастерских после закрытия «Кировского» прииска был основан механический завод «Уралец».

### Уралец
В 1956 году посёлок был вновь переименован и получил современное название Уралец.
В октябре 2004 года Уралец был отнесён к категории сельских населённых пунктов к виду посёлок.

## Инфраструктура
В посёлке работают небольшой православный храм, дом культуры, детская школа искусств, средняя школа, детский сад, филиал Демидовской городской больницы с отделением поликлиники и станцией скорой помощи, пожарная часть и отдел полиции, в посёлке есть почта и отделение «Сбербанка», а также несколько магазинов.
Из Нижнего Тагила до Уральца можно добраться на автобусе.
Церковь
28 сентября 2004 году была заложена деревянная церковь во имя Святой Блаженной Ксении Петербургской. Молитвенное помещение прихода было в корпусе поселковой больницы.

## Промышленность
Два основных предприятия посёлка:
- Механический завод «Уралец».
- Пункт разлива питьевой воды «Белогорье».
- Соловьёвогорский дунитовый карьер.

Также имеется несколько частных мастерских.

## Туризм
Вблизи посёлка расположена международная лыжная база «Гора Белая». На базе имеются трассы для сноубординга, шифтинга, суперслалома и всех остальных дисциплин лыжного спорта. На базе есть канатная дорога и отель. Объект ежегодно привлекает тысячи туристов со всей России. Там проходят крупные областные, российские и мировые соревнования по лыжным видам спорта.

## Население
| 1959 | 1970  | 1979  | 1989  | 2002  | 2010  |
| ---- | ----- | ----- | ----- | ----- | ----- |
| 3057 | ↘2283 | ↘2182 | ↘2003 | ↘1577 | ↘1425 |

Структура
По данным переписи 2010 года в селе было: мужчин — 655, женщин — 770.